# HIStory World Tour
HIStory World Tour – trzecia i ostatnia światowa trasa koncertowa Michaela Jacksona, promująca jego albumy HIStory (pełny tytuł tego wydawnictwa brzmi HIStory: Past, Present And Future - Book I) z 1995 r. oraz  Blood on the Dance Floor (HIStory in the Mix) z 1997. Trasa rozpoczęła się 7 września 1996 w Pradze i zakończyła 15 października 1997 w Durbanie.
W kilka godzin po rozpoczęciu australijskiej części trasy, 14 listopada 1996, Michael Jackson poślubił Debbie Rowe, w cywilnej ceremonii w Sheraton on the Park Hotel w Sydney.
Koncert w Seulu w Korei Południowej na stadionie Chamsil Olympic Stadium został sfilmowany - był on sprzedawany na kasetach wideo w Azji. Oba koncerty w Sydney zostały również sfilmowane - jeden z nich był transmitowany w Australii w 1997. Michael był pierwszym artystą pop, który wyprzedał koncert na Aloha Stadium, w Honolulu na Hawajach. Zagrał dwa całkowicie wyprzedane koncerty przy frekwencji 35 tys. widzów.
Podczas tournée Jackson dał również swój pierwszy i jedyny koncert w Polsce na lotnisku Bemowo w Warszawie.

## Koncert dla Sułtana Brunei (Royal Brunei Concert)
Dwa miesiące przed rozpoczęciem trasy "HIStory" Jackson zagrał darmowy koncert w Amfiteatrze w Parku Jerudong Bandar Seri Begawan w Brunei dnia 16 lipca 1996 r. W wydarzeniu uczestniczyło 60.000 widzów. Koncert odbył się z okazji pięćdziesiątej rocznicy urodzin Hassanal Bolkiah, sułtana Brunei. Na widowni zasiadła rodzina królewska Brunei (choć sam Solenizant nie pojawił się na koncercie). Duża część koncertu przypominała występy z trasy "Dangerous World Tour", w tym stroje Michaela i lista utworów. Podczas występu piosenka "Heal The World" nie została wykonana, choć Michael zaśpiewał ją podczas tras "Dangerous" i "HIStory". Zapis koncertu (w wysokiej jakości) został ujawniony w Internecie. Wysokiej jakości kopie VHS również wyciekły.

## Zmiany
Utwory:
Intro – Carmina Burana
1. Jam
2. Wanna Be Startin’ Somethin’
3. Human Nature
4. Smooth Criminal
5. I Just Can't Stop Loving You (wraz z Marva Hicks)
6. She's Out Of My Life
7. The Jackson 5 Medley:
  - I Want You Back
  - The Love You Save
  - I'll Be There
8. Thriller
9. Billie Jean
10. The Way You Make Me Feel
11. Beat It
12. You Are Not Alone
13. Dangerous
14. Black or White
15. Man in the Mirror
16. Earth Song

## Lista utworów

### Etap pierwszy (1996)
1. HIStory Medley:
  - "Scream"
  - "They Don't Care About Us"
  - "In the Closet"
2. "Wanna Be Startin’ Somethin’"
3. "Stranger in Moscow"
4. "Smooth Criminal"
5. "You Are Not Alone"
6. "The Way You Make Me Feel"
7. The Jackson 5 Medley:
  - "I Want You Back"
  - "The Love You Save"
  - "I'll Be There"
8. Off the Wall Medley:
  - "Rock with You"
  - "Off the Wall"
  - "Don't Stop 'Til You Get Enough"
9. "Billie Jean"
10. "Thriller"
11. "Beat It"
12. "Come Together" (7 września 1996 - 31 grudnia 1996)
13. "D.S." (7 września 1996 - 31 grudnia 1996)
14. "Dangerous"
15. "Black or White"
16. "Earth Song"
17. "Heal the World"
18. "HIStory"

### Etap drugi (1997)
1. History Medley:
  - "Scream"
  - "They Don't Care About Us"
  - "In the Closet"
2. "Wanna Be Startin’ Somethin’"
3. "Stranger in Moscow"
4. "Smooth Criminal"
5. "You Are Not Alone"
6. "The Way You Make Me Feel"
7. The Jackson 5 Medley:
  - "I Want You Back"
  - "The Love You Save"
  - "I'll Be There"
8. Off the Wall Medley (31 maja 1997 - 10 czerwca 1997)
  - "Rock with You"
  - "Off the Wall"
  - "Don't Stop 'Til You Get Enough"
9. "Billie Jean"
10. "Thriller"
11. "Beat It"
12. "Blood on the Dance Floor" (31 maja 1997 - 19 sierpnia 1997)
13. "Dangerous"
14. "Black or White"
15. "Earth Song"
16. "Heal the World"
17. "HIStory"

## Wykonawcy

### Główny wykonawca
- Michael Jackson: główny wokalista, tancerz, główny kierownik muzyczny

### Członkowie zespołu
- Kierownik muzyczny: Brad Buxer
- Perkusja: Jonathan Moffett
- Bas: Freddie Washington
- Gitara prowadząca: Jennifer Batten
- Gitara rytmiczna: David Williams
- Instrumenty klawiszowe: Isaiah Sanders i Brad Buxer

### Chórek
- Kevin Dorsey
- Darryl Phinnesse
- Fred White
- Dorian Holley
- Marva Hicks

### Tancerze
- LaVelle Smith
- Shawnette Heard
- Damon Navandi
- Courtney Miller
- Anthony Talauega
- Richmond Talauega
- Loru Werner
- Jason Yribar
- Christian Judd
- Stacy Walker
- Faune Chambers

## Lista płac
- Dyrektor wykonawczy: MJJ Productions
- Dyrektor artystyczny: Michael Jackson
- Asystent dyrektora: Peggy Holmes
- Choreografowie: Michael Jackson i LaVelle Smith
- Inscenizacja: Kenny Ortega
- Projekt sceny: Michael Cotton i John McGraw
- Światła: Peter Morse
- Kierownik ochrony: Bill Bray
- Projekty kostiumów: Dennis Tompkins i Michael Bush
- Włosy i makijaż: Karen Faye
- Stylista: Tommy Simms
- Menedżer artystyczny: Tarak Ben Amar
- Osobisty zarząd: Gallin Morey Associates

## Daty koncertów
| Data                 | Miasto              | Państwo           | Miejsce                         |
| -------------------- | ------------------- | ----------------- | ------------------------------- |
| Royal Brunei Koncert |                     |                   |                                 |
| 16 lipca 1996        | Bandar Seri Begawan | Brunei            | Jerudong Park                   |
| Europa               |                     |                   |                                 |
| 7 września 1996      | Praga               | Czechy            | Letenské sady                   |
| 10 września 1996     | Budapeszt           | Węgry             | Népstadion                      |
| 14 września 1996     | Bukareszt           | Rumunia           | Stadionul Național              |
| 17 września 1996     | Moskwa              | Rosja             | Stadion Dynamo                  |
| 20 września 1996     | Warszawa            | Polska            | Lotnisko Bemowo                 |
| 24 września 1996     | Saragossa           | Hiszpania         | Estadio La Romareda             |
| 28 września 1996     | Amsterdam           | Holandia          | Amsterdam ArenA                 |
| 30 września 1996     | Amsterdam           | Holandia          | Amsterdam ArenA                 |
| 2 października 1996  | Amsterdam           | Holandia          | Amsterdam ArenA                 |
| Afryka               |                     |                   |                                 |
| 7 października 1996  | Tunis               | Tunezja           | Stade El Menzah                 |
| Azja                 |                     |                   |                                 |
| 11 października 1996 | Seul                | Korea Południowa  | Stadion Olimpijski              |
| 13 października 1996 | Seul                | Korea Południowa  | Stadion Olimpijski              |
| 18 października 1996 | Tajpej              | Tajwan            | Chungshan Soccer Stadium        |
| 20 października 1996 | Kaohsiung           | Tajwan            | Chungcheng Stadium              |
| 22 października 1996 | Tajpej              | Tajwan            | Chungshan Soccer Stadium        |
| 25 października 1996 | Singapur            | Singapur          | Stadion Narodowy                |
| 27 października 1996 | Kuala Lumpur        | Malezja           | Merdeka Stadium                 |
| 29 października 1996 | Kuala Lumpur        | Malezja           | Merdeka Stadium                 |
| 1 listopada 1996     | Mumbaj              | Indie             | Andheri Sports Complex          |
| 5 listopada 1996     | Bangkok             | Tajlandia         | Muang Thong Thani City Center   |
| Oceania              |                     |                   |                                 |
| 9 listopada 1996     | Auckland            | Nowa Zelandia     | Ericsson Stadium                |
| 11 listopada 1996    | Auckland            | Nowa Zelandia     | Ericsson Stadium                |
| 14 listopada 1996    | Sydney              | Australia         | Sydney Cricket Ground           |
| 16 listopada 1996    | Sydney              | Australia         | Sydney Cricket Ground           |
| 19 listopada 1996    | Brisbane            | Australia         | ANZ Stadium                     |
| 22 listopada 1996    | Melbourne           | Australia         | Melbourne Cricket Ground        |
| 24 listopada 1996    | Melbourne           | Australia         | Melbourne Cricket Ground        |
| 26 listopada 1996    | Adelaide            | Australia         | Adelaide Oval                   |
| 30 listopada 1996    | Perth               | Australia         | Burswood Dome                   |
| 2 grudnia 1996       | Perth               | Australia         | Burswood Dome                   |
| 4 grudnia 1996       | Perth               | Australia         | Burswood Dome                   |
| Azja                 |                     |                   |                                 |
| 8 grudnia 1996       | Parañaque           | Filipiny          | Asia World City Concert Grounds |
| 10 grudnia 1996      | Parañaque           | Filipiny          | Asia World City Concert Grounds |
| 13 grudnia 1996      | Tokio               | Japonia           | Tokyo Dome                      |
| 15 grudnia 1996      | Tokio               | Japonia           | Tokyo Dome                      |
| 17 grudnia 1996      | Tokio               | Japonia           | Tokyo Dome                      |
| 20 grudnia 1996      | Tokio               | Japonia           | Tokyo Dome                      |
| 26 grudnia 1996      | Fukuoka             | Japonia           | Fukuoka Dome                    |
| 28 grudnia 1996      | Fukuoka             | Japonia           | Fukuoka Dome                    |
| 31 grudnia 1996      | Bandar Seri Begawan | Brunei            | Jerudong Park                   |
| Ameryka Północna     |                     |                   |                                 |
| 3 stycznia 1997      | Honolulu            | Stany Zjednoczone | Aloha Stadium                   |
| 4 stycznia 1997      | Honolulu            | Stany Zjednoczone | Aloha Stadium                   |
| Europa               |                     |                   |                                 |
| 31 maja 1997         | Brema               | Niemcy            | Weserstadion                    |
| 3 czerwca 1997       | Kolonia             | Niemcy            | Mungersdorfer Stadion           |
| 6 czerwca 1997       | Brema               | Niemcy            | Weserstadion                    |
| 8 czerwca 1997       | Amsterdam           | Holandia          | Amsterdam Arena                 |
| 10 czerwca 1997      | Amsterdam           | Holandia          | Amsterdam Arena                 |
| 13 czerwca 1997      | Kilonia             | Niemcy            | Nordmarksportfield              |
| 15 czerwca 1997      | Gelsenkirchen       | Niemcy            | Parkstadion                     |
| 18 czerwca 1997      | Mediolan            | Włochy            | San Siro                        |
| 20 czerwca 1997      | Lozanna             | Szwajcaria        | Stade Olympique de la Pontaise  |
| 22 czerwca 1997      | Bettembourg         | Luksemburg        | Krakelshaff                     |
| 25 czerwca 1997      | Lyon                | Francja           | Stade Gerland                   |
| 27 czerwca 1997      | Paryż               | Francja           | Parc des Princes                |
| 29 czerwca 1997      | Paryż               | Francja           | Parc des Princes                |
| 2 lipca 1997         | Wiedeń              | Austria           | Ernst-Happel-Stadion            |
| 4 lipca 1997         | Monachium           | Niemcy            | Stadion Olimpijski              |
| 6 lipca 1997         | Monachium           | Niemcy            | Stadion Olimpijski              |
| 9 lipca 1997         | Sheffield           | Anglia            | Don Valley Stadium              |
| 12 lipca 1997        | Londyn              | Anglia            | Stadion Wembley                 |
| 15 lipca 1997        | Londyn              | Anglia            | Stadion Wembley                 |
| 17 lipca 1997        | Londyn              | Anglia            | Stadion Wembley                 |
| 19 lipca 1997        | Dublin              | Irlandia          | RDS Arena                       |
| 25 lipca 1997        | Bazylea             | Szwajcaria        | St. Jakob-Stadion               |
| 27 lipca 1997        | Nicea               | Francja           | Stade Charles-Ehrmann           |
| 1 sierpnia 1997      | Berlin              | Niemcy            | Stadion Olimpijski              |
| 3 sierpnia 1997      | Lipsk               | Niemcy            | Festwiese                       |
| 10 sierpnia 1997     | Hockenheim          | Niemcy            | Hockenheimring                  |
| 14 sierpnia 1997     | Kopenhaga           | Dania             | Parken Stadium                  |
| 16 sierpnia 1997     | Göteborg            | Szwecja           | Ullevi                          |
| 19 sierpnia 1997     | Oslo                | Norwegia          | Valle Hovin                     |
| 22 sierpnia 1997     | Tallinn             | Estonia           | Tallinn Song Festival Grounds   |
| 24 sierpnia 1997     | Helsinki            | Finlandia         | Stadion Olimpijski              |
| 26 sierpnia 1997     | Helsinki            | Finlandia         | Stadion Olimpijski              |
| 29 sierpnia 1997     | Kopenhaga           | Dania             | Parken Stadium                  |
| 3 września 1997      | Ostenda             | Belgia            | Hippodrome Wellington           |
| 6 września 1997      | Valladolid          | Hiszpania         | Estadio José Zorrilla           |
| Afryka               |                     |                   |                                 |
| 4 października 1997  | Kapsztad            | Południowa Afryka | Greenpoint Stadium              |
| 6 października 1997  | Kapsztad            | Południowa Afryka | Greenpoint Stadium              |
| 10 października 1997 | Johannesburg        | Południowa Afryka | Johannesburg Stadium            |
| 12 października 1997 | Johannesburg        | Południowa Afryka | Johannesburg Stadium            |
| 15 października 1997 | Durban              | Południowa Afryka | Kings Park Stadium              |

## Anulowane daty koncertów
| Data                | Miasto     | Państwo   | Miejsce                       | Powód                                        |
| ------------------- | ---------- | --------- | ----------------------------- | -------------------------------------------- |
| 27 września 1996    | Casablanca | Maroko    | Brak danych                   | Anulowano z powodu problemów bezpieczeństwa  |
| 29 września 1996    | Casablanca | Maroko    | Brak danych                   | Anulowano z powodu problemów bezpieczeństwa  |
| 2 października 1996 | Kair       | Egipt     | Brak danych                   | Anulowano z powodu problemów bezpieczeństwa  |
| 29 lipca 1997       | Barcelona  | Hiszpania | Estadi Olímpic Lluís Companys | Brak danych                                  |
| 8 sierpnia 1997     | Lublana    | Słowenia  | Lublana Hippodrome            | Anulowane z powodu niskiej sprzedaży biletów |